# Малинина, Татьяна Глебовна
Татьяна Глебовна Малинина (1 апреля 1940, Москва — 30 января 2022, там же) — советский и российский искусствовед, художественный критик и педагог, доктор искусствоведения, профессор. Член Союза художников СССР (с 1980). Почётный член РАХ (2015), член-корреспондент РАХ (2021). Главный научный сотрудник НИИ изобразительных искусств РАХ.

## Биография
Родилась 1 апреля 1940 года в Москве.
С 1957 по 1962 год обучалась на Отделении истории и теории искусства исторического факультета МГУ, по окончании которого получила специализацию искусствовед в области архитектуры и дизайна XX века. С 1964 года на научно-исследовательской работе в НИИ изобразительных искусств РАХ в должностях — научный сотрудник, старший научный сотрудник, ведущий научный сотрудник и Главный научный сотрудник отдела монументального искусства и художественных проблем архитектуры. Одновременно с 1980 по 1984 год обучалась в аспирантуре при этом институте. Одновременно с научной занималась и педагогической работой на кафедре теории и истории искусства МГАХИ имени В. И. Сурикова в должности профессора, основные преподаваемые предметы связаны с вопросами в области концепции развития искусства, теоретико-методологических оснований искусствоведческого исследования основных векторов развития архитектуры новейшего времени.
При непосредственном участии и при кураторстве Малининой в 2005 году в НИИ изобразительных искусств РАХ была организована конференция «Проблемы изучения искусства модернизма: Стиль Ар Деко. 1908—1940» и доклад «История и проблемы изучения стиля Ар Деко». В 2006 году — международной конференции «Сохранение архитектуры XX века и всемирное наследие» и в НИИ теории и истории архитектуры и градостроительства организован доклад: «Архитектор Каро Алабян…». Т. Г. Малинина являлась автором многочисленных научных работ в области истории и теории искусства, в том числе сборников и монографий , а также публикаций и статей в научных журналах, в том числе: «Архитектор Каро Алабян: между авангардом и классикой», «Уметь слышать и понимать природу: живопись Александра Андрианова» и «Стилевое измерение искусства эпохи модернизма» (2007), «Корни и ветви: о творчестве художницы Ларисы Джарты» и «Память как связь времен и пространств, как дар знать целостность и непрерывность жизни: Рисунок и живописный этюд военных лет» (2008), «История и современные проблемы изучения стиля ар-деко» и «Рост и структурные изменения современных городов. Стратегии архитектурной реконструкции» (2009), «Памятники исторической мысли» (2010).
В 1980 году Т. Г. Малинина становится членом Союза художников СССР. В 1984 году Т. Г. Малинина защитила диссертацию на соискание учёной степени кандидат искусствоведения по теме: «Художественный образ памятника Великой Отечественной войны (по материалам конкурсов и выставок 1942—1945 годов», в 2002 году — доктор искусствоведения по теме: «Стиль Ар Деко : Истоки, региональные варианты, особенности эволюции». В 2015 году ей было присвоено почётное звание — почётный член РАХ, в 2021 году — член-корреспондент РАХ.
Скончалась в Москве 30 января 2022 года.